# نادي نورثوود
نادي نورثوود هو نادي كرة قدم بريطاني أٌسس عام 1926. يلعب النادي في الدوري الجنوبي الممتاز.